# Lamaní
Lamaní è un comune dell'Honduras facente parte del dipartimento di Comayagua.
Già facente parte del dipartimento di La Paz, il 18 giugno 1877 entra a far parte di quello di Comayagua.